# Saint-Céneri-le-Gérei

Saint-Céneri-le-Gérei este o comună în departamentul Orne, Franța. În 1 ianuarie 2022 avea o populație de 112 de locuitori.